# Gunnar Björnstrand
Gunnar Björnstrand (Stockholm, 1909. november 13. – Djursholm, 1986. május 26.) svéd színész. Pályafutása alatt több mint 130 filmben szerepelt, Ingmar Bergman legfoglalkoztatottabb színésze volt.

## Életpályája
J. Hakanson növendéke volt a színiiskolában. Az 1930-as évek elején lépett színpadra. 1939-től szerepelt filmekben. Szerepelt a Vasa Teaternben, az Oscarsban, a Nya Teaternben és 1947-1948 között a Dramatenben is. 1950-1953 között az Intiman, majd újra a Vasa és a Riksteatern tagja volt. 1955-ben vendégszerepelt a malmői városi színházban is. 1962-ben Uppsalában a városi színházban, 1964-ben ismét a Vasához szerződött.

## Munkássága
Björnstrand sokoldalú színész volt, aki játszhatott erős és gyengéd jellemeket, valamint a dráma és a komédia műfajában is otthonosan mozgott. Egyik leghíresebb szerepe Ingmar Bergman A hetedik pecsétjében (1957) volt, melyben egy világi beállítottságú fegyverhordozót alakított, aki éles kontrasztja volt mesterének, a Max von Sydow által megformált spirituális gondolkodású lovagnak.

## Filmjei
- 1982 - Fanny és Alexander - Filip Landahl
- 1978 - Őszi szonáta - Paul
- 1976 - Szemben önmagunkkal (Ansikte mot ansikte) - Nagyapa
- 1969 - Rítus - Hans Winkelmann
- 1968 - Szégyen - Jacobi ezredes
- 1968 - A lányok (Flickorna) - Hugo
- 1967 - Hagbard és Signe (Den røde kappe) - Sigvor király
- 1966 - Persona - Vogler úr
- 1965-1967 - Stimulációk (Stimulantia) - Paul Hartman
- 1964 - Szerető pár - Dr. Jacob Lewin
- 1963 - Úrvacsora - Tom Ericsson lelkész
- 1961 - Tükör által homályosan - David
- 1960 - Az ördög szeme - a színész
- 1959 - Kenyér a paradicsomban (Brott i paradiset) - Adam 'A.P.' Palmquist
- 1958 - Arc - Dr. Vergerus
- 1957 - A nap vége - Dr. Evald Borg
- 1957 - A hetedik pecsét - Jöns
- 1955 - Egy nyári éj mosolya - Fredrik Egerman
- 1955 - Női álmok - Otto Sönderby
- 1954 - Szerelmi lecke - David Erneman
- 1953 - Fűrészpor és ragyogás - Sjuberg úr
- 1952 - Várakozó asszonyok (Kvinnors väntan) - Fredrik Lobelius
- 1949 - Leány a harmadik sorban (Flickan från tredje raden) - Dr. Edvin Burelius
- 1948 - Zene a sötétben - Klasson
- 1947 - Két asszony (Två kvinnor) - Bengt Larsson
- 1946 - Eső mossa szerelmünket - Purman úr
- 1945 - Sussie - Harry Hellberg
- 1944 - Őrjöngés - tanár
- 1943 - Éjszaka a kikötőben (Natt i hamn) - Sven Eriksson
- 1942 - General von Döbeln - Lt. Bäckström
- 1941 - Pánik (Panik) - Ryder bankvezető
- 1939 - Mi ketten - Doktor
- 1931 - Hamis milliomosok (Falska millionären) - A kórus tagja

## Fordítás
- Ez a szócikk részben vagy egészben  a   Gunnar Björnstrand című angol Wikipédia-szócikk fordításán alapul.  Az eredeti cikk szerkesztőit annak laptörténete sorolja fel. Ez a jelzés csupán a megfogalmazás eredetét és a szerzői jogokat jelzi, nem szolgál a cikkben szereplő információk forrásmegjelöléseként.